# Byrdeni
Byrdeni (bułg. Бърдени) – przysiółek wsi Czernowrych w środkowej Bułgarii, w obwodzie Gabrowo, w gminie Trjawna. Według danych Narodowego Instytutu Statystycznego, 31 grudnia 2011 roku wieś liczyła 4 mieszkańców.

## Przyroda
Z Byrdeni bardzo dobrze widoczne są szczyty Botew, Buzłudża i Szipka. Wokół miejscowości występują liczne, bujne lasy i łąki.